# The Litigators
The Litigators (Het proces) is een legal thriller uit 2011 van de Amerikaanse schrijver John Grisham. Het boek draait om een jonge advocaat die zijn goedbetaalde baan bij een grote firma als zinloos ervaart en daarom bij een kleinere firma aan een slechter betaalde maar bevredigende carrière begint. Dit zijn bekende elementen in Grishams werk: een afkeer van grotere kantoren en een voorkeur voor kleinere kantoren met minder werkdruk en veelzijdiger werk. Ook massaclaims moeten het ontgelden. Het verhaal vertoont overeenkomsten met The Street Lawyer en The Rainmaker aangezien ook hier de hoofdpersoon in de rechtszaal als David tegenover Goliath tegenover een groot kantoor komt te staan met wie hij een geschiedenis heeft. In tegenstelling tot deze twee andere werken heeft de hoofdpersoon hier een slechte zaak en gaat hij genadeloos onderuit.

## Verhaal
David Zinc werkt als advocaat in de megafirma Rogan Rothberg in Chicago. Hij heeft een hekel aan zijn werk vanwege de lange werktijden en het feit dat hij alleen maar financiële contracten opstelt en nooit daadwerkelijk een rechtszaal van binnen ziet. Op een dag knapt er iets in hem, hij loopt van kantoor weg, bedrinkt zich, en belandt bij een klein advocatenkantoor, Finley & Figg. Dit is een slonzig piepklein kantoor dat gevormd wordt door partners Oscar Finly en Wally Figg. Hun hoofdwerkzaamheden zijn verzekeringen, erfrecht, echtscheidingen en onroerend goed, waarbij agressieve werving (ambulancejagen) niet geschuwd wordt. David wordt aangenomen maar tegen een piepklein salaris. Hij vindt het prima; hij heeft toch genoeg geld op de bank en alles is beter dan zijn werk bij Rogan Rothberg.
Wally Figg is dezelfde dag bij toeval op een mogelijke goudmijn gestuit. Een van zijn klanten is overleden aan hartfalen, waarschijnlijk veroorzaakt door een cholesterolverlagend medicijn genaamd Krayoxx. Dit medicijn wordt geproduceerd door Varnick Labs, een farmaceutisch bedrijf met een bedenkelijke reputatie. Een onderzoeksrapport bevestigt dat Krayoxx inderdaad tot lekkende hartkleppen kan leiden met fatale gevolgen, en een bekende massaclaimadvocaat in Florida, Jerry Alisandros, leidt een aansprakelijkheidsclaim tegen het bedrijf. Figg wordt hebberig, werft een aantal klanten op agressieve en bedenkelijke manier met hulp van David, en dient met Finley een vordering bij de rechtbank in. Figg ontmoet Jerry Alisandros en de firma gaat een samenwerkingsverband met hem aan. Uiteindelijk worden 8 klanten geworven, goed voor in theorie miljoenen aan honoraria. De partners hebben nog nooit een proces tegen een groot bedrijf gevoerd, maar men hoopt dat Varnick snel de handdoek in de ring gooit en zal schikken.
Varnick is dit echter absoluut niet van plan; er is volgens interne rapporten absoluut niets mis met Krayoxx. Om de reputatie van het bedrijf te redden besluit het een val te zetten door de zwakste claim voor de rechter te laten komen en daar een eclatante overwinning te behalen. Deze claim is die van Finley & Figg, en Varnick huurt Davids voormalige werkgever Rogan Rothberg in. Deze zet Nadine Karros in, een rechtbanktijgerin die nog nooit een zaak verloren heeft.
David werkt ondertussen ook aan andere zaken, waaronder een arbeidszaak waarin hij illegale Birmese en Mexicaanse werknemers vertegenwoordigt. David behaalt een overwinning, maar het bedrijf reageert met bedreigingen en een poging tot brandstichting. Ook komt hij in contact met een Birmese familie wiens zoontje aan loodvergiftiging lijdt, naar vermoed door met loodhoudende verf bestreken neptanden, 'Nasty Teeth'. Hij begint een lange en dure speurtocht naar de maker of invoerder van het speelgoed. David heeft meer bevrediging in zijn werk en leven, en heeft meer tijd voor zijn vrouw die prompt zwanger raakt en negen maanden later van een dochtertje bevalt.
Dan komt de grote klap: Alisandros' eigen kantoor en experts ontdekken dat niets met Krayoxx mis is. De onderzochte patiënten hadden al een slechte gezondheid vanwege overgewicht en andere kwalen, en er is geen bewijs dat Krayoxx hun dood of gezondheidsschade heeft veroorzaakt. Alisandros laat hierop Finley & Figg als een baksteen vallen en beëindigt de samenwerking. Finley & Figg wil nu de claims intrekken maar Nadine Karros steekt daar een stokje voor en eist in dat geval namens de klant schadevergoeding wegens de reeds gemaakte juridische kosten. Bovendien dreigen klanten (aangezet door een advocaat die weer door Karros getipt was) Finley & Figg aansprakelijk te stellen wegens professioneel wangedrag. Finley & Figg draait in dat geval een strop van minstens 18 miljoen dollar en ziet zich hierdoor genoodzaakt de procedure door te zetten, ondanks de slechte kansen en oplopende kosten.
David en beide partners komen hierop met zijn drieën tegenover Karros en een legertje gehaaide advocaten te staan. Wanneer Oscar Finley door de spanning in de rechtszaal een hartaanval krijgt, en Wally Figg terugvalt in zijn alcoholisme en in een kliniek moet worden opgenomen, komt David er alleen voor te staan. Zijn eerste dure getuige-expert wordt door Karros genadeloos afgeslacht, en de tweede laat verstek gaan. Karros komt daarentegen met een batterij aan getuigen-experts die onderstrepen dat Krayoxx een prima geneesmiddel is en niet de dood of letsel kan hebben veroorzaakt. Bij de laatste getuige maakt Karros echter een fout en kan David een kleine overwinning scoren: deze getuige, een hoge manager bij Varnick, wordt gebruikt om het bedrijf als geheel te verdedigen en haalt andere medicijnen aan. David kan in het kruisverhoor aantonen dat Varnick een bedenkelijk resumé heeft wat dat betreft, en dat het zelfs zijn medicijnen in Afrika test (waar deze in sommige gevallen dood en verderf zaaien) om de strenge Amerikaanse regelgeving te omzeilen. Deze overwinning heeft echter geen effect; met Krayoxx is niets mis ondanks eerdere misstappen van Varnick, en de jury wijst dan ook iedere aansprakelijkheid van Varnick af. Wel sterkt dit David in zijn overtuiging dat hij aanleg voor procesvoering heeft; bovendien heeft hij Karros kunnen observeren en van haar kunnen leren.
Varnick heeft de felbegeerde overwinning en massaclaimadvocaten in het hele land proberen zich terug te trekken waarbij Karros hen achtervolgt met schadevergoedingseisen voor de juridische kosten. Alisandros zelf wordt door de lokale advocatenorde tevens een boete opgelegd. Het FDA-verbod op Krayoxx wordt opgeheven en het geneesmiddel verschijnt weer in de schappen.
Intussen heeft David Zinc, Sonesta, de speelgoedfabrikant die de Nasty Teeth heeft geïmporteerd, opgespoord en een solide zaak opgebouwd. Dit is ondersteund door (uit eigen zak betaald) onderzoek dat aantoont dat de loodhoudende verf op de Nasty Teeth is gaan schilferen, is ingeslikt door het jongetje, en hem zo langzaam heeft vergiftigd. Hoewel het jongetje uit het ziekenhuis is, heeft hij door de vergiftiging zware hersenbeschadiging opgelopen, moet de familie hoge kosten maken voor zijn zorg, en heeft hij een levensverwachting van slechts enkele jaren. In plaats van het bedrijf rücksichtslos voor de rechter te slepen, stelt David een nette brief op waarin hij namens de ouders de zaak uiteen zet en het bedrijf uitnodigt tot onderhandelen. Sonesta, dat via een dochterbedrijf de neptanden uit China had ingevoerd, is al verwoed bezig het giftige speelgoed uit de handel te halen, erkent schuld, en is bereid tot schikken. Een schadevergoeding van USD 5 miljoen wordt na hard onderhandelen betaald, met een advocatenhonorarium van 1,5 miljoen. David deelt dit met de firma waardoor deze de Krayoxxkosten kan betalen, en hij treedt toe als partner. David wint vrij snel hierna nog twee loodvergiftigingszaken tegen andere speelgoedzaken die hem onder de tafel zijn aangereikt door Sonesta, dat haar concurrenten graag in de smart laat delen.
Het nieuwe kantoor is niet van lange duur; Finley en Figg geven er de brui aan waarop David verhuist naar een betere locatie, de secretaresse overneemt, en een eigen kantoor start dat zich specialiseert in productaansprakelijkheid.

## Bestseller 60
| Boeken met noteringen in de Nederlandse Bestseller 60 | Jaar van verschijnen | Datum van binnenkomst | Hoogste positie | Aantal weken | Opmerkingen |
| ----------------------------------------------------- | -------------------- | --------------------- | --------------- | ------------ | ----------- |
| Het proces                                            | 2011                 | 02-11-2011            | 4               | 16           |             |